# Resolutie 468 Veiligheidsraad Verenigde Naties
Resolutie 468 van de Veiligheidsraad van de Verenigde Naties werd op 8 mei 1980 met veertien stemmen tegen één onthouding aangenomen. De Verenigde Staten waren het enige lid dat zich onthield. Met deze resolutie riep de Veiligheidsraad Israël op een aantal Palestijnse functionarissen die het had uitgewezen uit de in 1967 bezette Westelijke Jordaanoever te laten terugkeren.

## Achtergrond
In 1967 vocht Israël de Zesdaagse Oorlog uit tegen Egypte, Syrië en Jordanië. Tijdens die oorlog bezette Israël grondgebied van de drie tegenstanders: de Golanhoogten in Syrië, de Westelijke Jordaanoever die in 1948 door Jordanië was geannexeerd en in 1947 door de VN werd beschouwd als grondgebied van een te vormen Arabische staat, Oost-Jeruzalem met onder meer de Oude Stad die eveneens door Jordanië was geannexeerd en door de VN bestempeld als internationaal gebied) en ten slotte de Gazastrook en het schiereiland Sinaï van Egypte. Vervolgens verschenen de Israëlische nederzettingen in de bezette gebieden, waaraan de Palestijnen steeds meer grondgebied verloren. Sindsdien werd alleen de Sinaï − na vredesoverleg met Egypte − in 1982 teruggegeven. De Joodse nederzettingen aldaar werden ontruimd.
In mei 1980 zette Israël de burgemeesters van Hebron en Halhul op de Westelijke Jordaanoever het land uit. Israël beschuldigde hen van aanzetten tot haat jegens Joodse kolonisten in het gebied na een terreuraanslag op Joodse studenten in Hebron op 2 mei.

## Inhoud
De Veiligheidsraad:
- Herinnert aan de Vierde Geneefse Conventie van 1949.
- Is diep bezorgd over de uitwijzing van de burgemeesters van Hebron en Halhul, en de sharia-rechter van Hebron door de Israëlische bezetter.

1. Roept Israël op deze illegale maatregelen te herroepen en de onmiddellijke terugkeer van de Palestijnse leiders te regeleen, zodat ze de functies waarvoor ze werden verkozen weer kunnen opnemen.
2. Vraagt secretaris-generaal Kurt Waldheim te rapporteren over de uitvoering van deze resolutie.

## Verwante resoluties
- Resolutie 469 Veiligheidsraad Verenigde Naties
- Resolutie 484 Veiligheidsraad Verenigde Naties

Lijst ·  462 ·  463 ·  464 ·  465 ·  466 ·  467 ·  468 ·  469 ·  470 ·  471 ·  472 ·  473 ·  474 ·  475 ·  476 ·  477 ·  478 ·  479 ·  480 ·  481 ·  482 ·  483 ·  484